# شال‌گردن زرد
شال‌گردن زرد (لهستانی: Żółty szalik) یک تله‌فیلم داستانی و درام لهستانی به کارگردانی یانوش مورگن‌اشترن است که در سال ۲۰۰۰ منتشر شد.

## گزیدهٔ بازیگران
- یانوش گایوس
- دانوتا شافلارسکا
- ماوگوژاتا زایاژکوفسکا
- کریستیانا یاندا
- یوآنا شینکیویچ
- گراژینا ولشچاک
- یژی شیبال
- پشمیسواف کاچینسکی
- ماگدالنا مازور
- ائوگنیوش پریویژینسف
- مارچین دوروچینسکی
- ماریان گلینکا